# Países patrocinadores del terrorismo (Lista de Estados Unidos)

Patrocinadores estatales del terrorismo según el Departamento de Estado de los Estados Unidos.

«Países patrocinadores del terrorismo internacional» es una designación aplicada por el Departamento de Estado de los Estados Unidos a países que la administración estadounidense considera como colaboradores de «organizaciones terroristas». La inclusión en la lista supone enfrentarse a estrictas sanciones. El Departamento de Estado está obligado a mantener la lista en virtud de la sección 1754(c) de la Ley de Autorización de Defensa Nacional para el año fiscal 2019, la sección 40 de la Ley de Control de Exportación de Armas y la sección 620A de la Ley de Asistencia Exterior.
En 1979, el Departamento de Estado publicó la primera lista de este tipo, designando a Irak, Libia, Yemen del Sur y Siria como estados terroristas. A partir de 2025, la lista está formada por Cuba, Irán, Corea del Norte y Siria. Los países que alguna vez estuvieron en la lista pero que desde entonces han sido eliminados son: Irak, Libia, Yemen del Sur (disuelto en 1990) y Sudán. En 2022 se presentó al Senado una resolución relativa a la incorporación de Rusia a la lista tras la invasión rusa de Ucrania.

## Historia
La lista se creó el 29 de diciembre de 1979 e incluyó entonces a cuatro naciones: Libia, Irak, Yemen del Sur y Siria. Posteriormente, en 1982 se incluyó a Cuba y se retiró a Irak. Dos años más tarde, en 1984 se incluye a Irán y en 1988 a Corea del Norte.
En 1990 Irak vuelve a la lista tras la invasión de Kuwait y Yemen de Sur es sacada de la lista tras reunificarse con Yemen del Norte en la actual Yemen. En 1993 se incluye a Sudán. Afganistán aunque nunca formó parte oficialmente de la lista, fue tratada como tal hasta la Invasión estadounidense de Afganistán de 2001.
Tras la Invasión de Irak de 2003 dicho país es sacado de la lista al año siguiente en 2004. En 2006 Libia fue sacada de la lista y en 2008 Corea del Norte también sale de la lista. En 2015 tras el Deshielo cubano dicho país es sacado de la lista. En 2017 Corea del Norte vuelve a la lista. En 2020 Sudán sale de la lista y en 2021 Cuba vuelve otra vez a la lista, saliendo de la misma en 2025.

## Países actuales de la lista

### Corea del Norte
Fue añadida a la lista por primera vez en 1988 por vender armas a grupos terroristas y haber dado asilo al Ejército Rojo Japonés. Se la considera responsable también por los atentados de Rangún y al vuelo 858 de Korean Air. El 13 de abril de 2008, Piongyang acordó desmantelar las instalaciones de Yongbyon como parte de un acuerdo de ayuda para el desarme. En respuesta, el 26 de junio de 2008, el presidente George W. Bush anunció que eliminaría a Corea del Norte de la lista. El 11 de octubre, el país fue eliminado oficialmente de la lista por cumplir con todos los requisitos de inspección nuclear. El Departamento de Estado de Estados Unidos. dijo que tomó la decisión porque Piongyang había acordado la verificación de todos sus programas nucleares.
En febrero de 2017, tras el presunto asesinato patrocinado por el Estado de Kim Jong-nam (hermanastro del líder supremo Kim Jong-un) utilizando VX (prohibido por la Convención Internacional de Armas Químicas, una convención que el gobierno de Corea del Norte no ha firmado), se presionó a la administración Trump para que revocara el levantamiento de las sanciones de Bush.En abril de 2017, el Congreso de Estados Unidos respaldó un proyecto de ley para reinstalar a Corea del Norte como Estado patrocinador del terrorismo tras el ataque con misiles Shayrat de 2017 en Siria, que Corea del Norte había condenado con vehemencia.El 20 de noviembre de 2017, el presidente Trump anunció que Corea del Norte fue incluida nuevamente en la lista debido al desarrollo de su programa nuclear y la condena y posterior muerte de Otto Warmbier.

### Irán
Fue añadido a la lista el 19 de enero de 1984; «Irán presta apoyo financiero, material y apoyo logístico a grupos terroristas y militantes en todo el Oriente Medio y Asia Central. Desde 2006 la nación persa ha organizado envíos de armas a elegir a los talibanes, incluyendo armas pequeñas y munición ondiente, granadas propulsadas por cohetes, morteros, cohetes y explosivos plásticos. Durante la Primavera Árabe en Siria, Teherán proporcionó un amplio apoyo, incluidas armas, fondos y entrenamiento para ayudar al gobierno de Bashar al-Ásad a sofocar las protestas. Irán ha proporcionado cientos de millones de dólares en apoyo a Hezbolá en Líbano y ha entrenado a miles de combatientes de esta organización en campamentos en Irán. 
Irán proporcionó armas, entrenamiento y financiamiento a Hamás y otros grupos terroristas como la Yihad Islámica y el Frente Popular para la Liberación de Palestina. Irán ha colaborado con el rearme de Hezbolá, en directa violación de la Resolución 1701. En 2011 fue responsable del intento de asesinato del embajador de Arabia Saudita en Estados Unidos. En 2012 Irán estuvo implicado en ataques terroristas en la India, Tailandia, Georgia y Kenia. La Policía tailandesa detuvo a ciudadanos iraníes en conexión con las explosiones en una residencia privada de Bangkok cuando estaban fabricando bombas para ataques terroristas. Las autoridades kenianas detuvieron a ciudadanos iraníes que eran miembros de la Guardia Revolucionaria, a quienes les habían encontrado explosivos para un supuesto ataque terrorista.»
Mike Pompeo emitió una declaración oficial como secretario de Estado. el 12 de enero de 2021, afirmando: "Al Qaeda tiene una nueva base de operaciones: es la República Islámica de Irán". 

### Siria
Fue añadida a la lista el 29 de diciembre de 1979. Es el único país de la lista original de 1979 que permanece en la lista, tras la eliminación de Libia en 2006. Se añadió a la lista por proporcionar a Hamás, FPLP, el PIJ y otras organizaciones terroristas asilo y privilegios para asentarse». El régimen continuó brindando apoyo político y armamentístico a Hezbolá y continuó permitiendo que Irán rearme a la organización terrorista. La relación del régimen de Ásad con Hezbolá e Irán continuó fortaleciéndose en 2013 a medida que continuaba el conflicto en Siria. El presidente Bashar al-Ásad siguió siendo un firme defensor de las políticas de Irán, mientras que Irán ha mostrado un apoyo igualmente enérgico a los esfuerzos del régimen sirio para derrotar a la oposición siria. Las declaraciones de apoyo a los grupos terroristas, en particular a Hezbolá, a menudo figuraban en discursos y comunicados de prensa del Gobierno sirio.
En 2016, el tribunal de distrito de Columbia declaró que el apoyo financiero y logístico del gobierno sirio era crucial para establecer un camino bien estructurado para que los combatientes de al-Qaeda en Irak llevaran a cabo operaciones de combate antiestadounidenses en toda la insurgencia iraquí. El tribunal declaró además que Siria "se convirtió en una base crucial para AQI", al acoger a varios asociados de Al-Zarqawi y a los principales comandantes de la insurgencia, y declaró que las políticas de Siria "condujeron a la muerte de cientos de estadounidenses en Irak". El tribunal de distrito también encontró pruebas de que la inteligencia militar siria ayudó a Al Qaeda en Irak y dio "apoyo material crucial" a los militantes de AQI que llevaron a cabo los atentados de Amán en 2005.
Tras el colapso del régimen de la familia Ásad en diciembre de 2024, no está claro si Estados Unidos ha planeado eliminar a Siria de la lista de Estados patrocinadores del terrorismo.

### Cuba
Fue añadida el 1 de marzo de 1982 sobre la base de que tiene una historia de apoyo a los movimientos guerrilleros en los países de habla hispana y en África. Según el Departamento de Estado de los Estados Unidos, Cuba "alentó el terrorismo con la esperanza de provocar violencia y represión indiscriminadas, con el fin de debilitar la legitimidad del gobierno y atraer a nuevos conversos a la lucha armada". En 1992, tras el colapso soviético, Fidel Castro subrayó que el apoyo de su país a los insurgentes en el extranjero era cosa del pasado.
El 17 de diciembre de 2014 se alcanzó un acuerdo para restablecer las relaciones con Cuba (deshielo cubano); El Presidente Barack Obama instruyó al Secretario de Estado para que iniciara de inmediato una revisión de la inclusión de Cuba en la lista y proporcionara un informe al Presidente en un plazo de seis meses sobre el presunto apoyo de Cuba al terrorismo internacional.  El presidente Barack Obama anunció el 14 de abril de 2015 que Cuba sería eliminada de la lista. Cuba no saldría de la lista hasta después de un período de revisión de 45 días, durante el cual el Congreso de Estados Unidos podría intentar bloquear la expulsión de Cuba a través de una resolución conjunta. El Congreso no actuó y Cuba fue oficialmente eliminada de la lista el 29 de mayo de 2015.
Cuba se volvió a agregar a la lista el 12 de enero de 2021, el Secretario de Estado Mike Pompeo afirmó que "Cuba brindó apoyo repetidamente a actos de terrorismo internacional" al dar cobijo a fugitivos estadounidenses y a líderes rebeldes colombianos. El apoyo de Cuba a Nicolás Maduro en la crisis presidencial en Venezuela fue otra de las razones para volver a agregar a la isla a la lista, pues la administración de Maduro creó "un ambiente permisivo para que los terroristas internacionales vivan y prosperen dentro de Venezuela". La re designación se produjo solo ocho días antes de que la presidencia de Donald Trump finalizara el 20 de enero de 2021.
El 14 de enero de 2025, a días de concluirse el mandato del presidente Joe Biden, el gobierno de Estados Unidos anunció nuevamente la retirada de Cuba de la lista de países patrocinadores del terrorismo, una decisión clave en la reconfiguración de las relaciones bilaterales. La medida se basó en dos elementos fundamentales: primero, el gobierno de Cuba no había brindado apoyo a actos de terrorismo internacional durante el período de seis meses anterior a la evaluación; y segundo, Cuba ofreció garantías de no involucrarse en tales actividades en el futuro. Esta decisión, que también se da en un contexto de esfuerzos por mejorar las relaciones entre Cuba y EEUU. Casi a la vez que este suceso transcurría, el gobierno de Miguel Díaz-Canel anuncio la liberación de 553 prisioneros políticos tras la intermediación del Vaticano. Sin embargo, el 20 de enero de 2025, el presidente sucesor Donald Trump revocó la eliminación propuesta de Cuba de la lista. La eliminación propuesta nunca entró en vigencia, ya que requería un período de espera de 45 días, que habría sido el 28 de febrero de 2025. 

## Países retirados de la lista

### Sudán
Añadido en 1993 y retirado en 2020. Fue incluido debido a que numerosos grupos terroristas internacionales incluyendo al-Qaeda, la Yihad Islámica Egipcia y Hamás han continuado haciendo uso de Sudán como refugio para logística y otras actividades de apoyo».
En octubre de 2020, el presidente Donald Trump anunció que Estados Unidos eliminaría a Sudán de la lista, después de que accedieran a pagar 335 millones de dólares en compensación a las familias de las víctimas de los atentados con bombas en la embajada de Estados Unidos en 1998. Fue retirada formalmente de la lista el 16 de diciembre de 2020.

### Irak
Fue añadido originalmente en 1979, pero fue quitado de la lista en 1982, volviendo a ella en 1990. Fue retirado de nuevo tras la invasión estadounidense en 2003. Las razones para la anterior inclusión en la lista eran que proveía bases para el Mujahedin-e-Khalq (MEK), el Partido de los Trabajadores de Kurdistán (PKK), el Frente Popular para la Liberación de Palestina (FPLP), y la Organización Abu Nidal.Fue nuevamente eliminado después de la invasión liderada por Estados Unidos en 2003 y el derrocamiento del gobierno de Saddam Hussein. Después de la invasión, las sanciones estadounidenses aplicables a los "estados patrocinadores del terrorismo" contra Irak fueron suspendidas el 7 de mayo de 2003, el presidente Bush anunció la remoción del país de la lista el 25 de septiembre de 2004.

### Libia
Fue Añadida en 1979 bajo el gobierno del Muamar el Gadafi fue calificado de patrocinador del terrorismo debido a su apoyo a varios grupos militantes de izquierda, como el Ejército Republicano Irlandés Auténtico,Euskadi Ta Askatasuna, Frente Polisario, el Partido de los Trabajadores de Kurdistán el Movimiento Revolucionario Túpac Amaru,Organización para la Liberación de Palestina y el Frente Popular para la Liberación de Palestina. El 15 de mayo de 2006 Estados Unidos anunció que Libia sería retirado de la lista después de un periodo de espera de 45 días. Esto se debe, según la secretaria de Estado Condoleezza Rice, a su renuncia sostenida del terrorismo como política de estado.

### Yemen del Sur
Añadido originalmente en 1979 por las calificaciones de apoyo al terrorismo provenían de su simpatía y coordinación con organizaciones de izquierda del mundo árabe denominadas terroristas, como las organizaciones militantes de Palestina. El país fue eliminado de la lista en 1990 después de que se fusionara con la República Árabe de Yemen (Yemen del Norte) el 22 de mayo de 1990, para convertirse en la nueva República de Yemen. 

## Países que se están debatiendo su inclusión

### Afganistán
El 25 de julio de 2024, la representante Nancy Mace presentó la Ley de Prevención del Reconocimiento de Estados Terroristas (H.R. 9163), un proyecto de ley que requeriría que el Secretario de Estado de EE. UU. designe al Emirato Islámico de Afganistán, el gobierno dirigido por los talibanes, como Estado patrocinador del terrorismo. La legislación también prohíbe cualquier forma de reconocimiento o asistencia diplomática que pueda legitimar al régimen talibán, citando sus vínculos con figuras terroristas designadas por Estados Unidos.

### Rusia
En mayo de 2022 los senadores Richard Blumenthal y Lindsey Graham  anunciaron la introducción de la resolución que pide  al gobierno de Joe Biden que designe a Rusia como un estado patrocinador del terrorismo por su invasión a Ucrania que inicio el 24 de febrero de 2022 y conducta en otros lugares bajo Vladímir Putin.

### Venezuela
En noviembre de 2018, The Washington Post informó que la administración Trump planeaba designar a Venezuela como estado patrocinador del terrorismo debido a los supuestos vínculos del gobierno venezolano con Hezbolá y las Fuerzas Armadas Revolucionarias de Colombia (FARC). A pesar de los informes, Venezuela aun no ha sido agregada a lista para 2025.

## Sanciones
Las sanciones que impone Estados Unidos a los países de la lista son normalmente:
- Cancelación de la exportación de armas.
- Vigilancia de las exportaciones con doble objeto.
- Restricciones en la ayuda económica.
- Restricciones financieras.
  - Bloqueo de créditos en el Banco Mundial e instituciones similares.
  - Permitir denuncias contra ellos en tribunales estadounidenses por daños civiles a las familias de vícimas del terrorismo.
  - Denegación de deducciones fiscales para sueldos cobrados en esos países.
  - Eliminación del duty-free a importaciones de esos países.
  - Posibilidad de prohibir a ciudadanos estadounidenses entablar relaciones financieras con esos países.
  - Prohibición al Departamento de Defensa de contratar por más de 100,000 dólares con compañías controladas por los países de la lista.